# Criquetot-l’Esneval
Criquetot-l’Esneval település Franciaországban, Seine-Maritime megyében. Lakosainak száma 2578 fő (2022. január 1.). Criquetot-l’Esneval Anglesqueville-l’Esneval, Cuverville, Écrainville, Hermeville, Turretot, Vergetot és Villainville községekkel határos.

## Népesség
A település népességének változása:
| Lakosok száma | 2425 | 2523 | 2655 | 2567 | 2561 | 2562 | 2563 | 2567 | 2578 |
|               | 2013 | 2015 | 2016 | 2017 | 2018 | 2019 | 2020 | 2021 | 2022 |